# Hastighedsbegrænsning
Hastighedsbegrænsning er den maksimale hastighed et køretøj må køre med på den pågældende strækning. Oftest findes en generel fastsat hastighed i færdselsloven. Denne kan der afviges fra, hvis forholdene tillader det, og den nye hastighedsbegrænsning vil blive gjort synlig for bilisterne ved skiltning.
Alternativt kan der benyttes aktiv hastighedsbegrænsning, hvor fysiske installationer medvirker til at farten sættes ned. Det kan være fartbump, chikaner eller rumlestriber i vejbanen. Disse benyttes ofte ved indkørsel i beboelseskvarterer, hvor man ønsker at gøre det umuligt at køre hurtigt.

## Danske forhold
I Danmark drejer det sig for almindelige personbiler om 130 km/t på motorveje, 80 km/t udenfor byområder og 50 km/t i byområder. Last- og varebiler, der vejer mere end 3.500 kg må, højest køre 80 km/t på motorveje samt motortrafikveje.

### Historie
Ved slutningen af 1600-tallet bliver det nødvendigt at skabe lidt orden i trafikken i København, og den 10. januar 1685 udstedtes forordning “Om umaadelig kørsel og adskillig anden uskikkelighed paa gaderne i København”. Denne færdselsforordning kaldes gerne Danmarks første færdselslov. Den giver en række bestemmelser om, hvad man må, og hvad man ikke må, når man er kørende. Eksempelvis må man ikke køre så stærkt i gaderne, at folk og kvæg lider skade. Overtrædelse skulle medføre to dage og nætter på vand og brød i rådhuskælderen samt erstatning af evt. forvoldt skade. Forordningen blev grundlaget for dansk færdselslovgivning i 200 år.
Flere gange, f.eks. 1751, 1758, 1772 og 1811, blev forordningen genoptrykt med nye truende og formanende kongelig ord til indledning. I 1780 skærpedes forordningens strafbestemmelser, og der indførtes bestemte fartgrænser bestemt ud fra vogntype og hestens gangarter.
Først med motorloven af 1903 fastsættes mere veldefinerede fartgrænser. I byerne måtte der køres halvanden mil i timen, svarende til ca. 11,3 km/t, på landevej 2 mil, svarende til 15 km/t. Mange medlemmer af Rigsdagen spurgte ministeren, hvordan politiet skulle kontrollere disse fartgrænser, og han svarede, at de var sat så lavt at ingen kunne være i tvivl, hvis de blev overskredet. I 1913 hævedes fartgrænsen på landevej til 50 km/t, i 1921 nedsat til 45 km/t. Om natten var maksimum indtil 1921 kun 15 km/t, derefter 20 km/t. I 1932 blev hastighedsgrænsen for biler fastsat til 60 km/t, og grænserne for lastvogne til 50, 40 og 30 km/t. Den generelle hastighedsgrænse for bymæssige bebyggelser og biveje blev samtidig fastsat til 40 km/t. Disse grænser forblev uændrede indtil 1953, hvor der blev indført såkaldt fri hastighed.
Allerede ved revisionerne af motorloven i 1927 og 1932 og i færdselsudvalget af 1935, der afgav betænkning i 1937, var man inde på at ophæve de almindelige hastighedsgrænser for personbiler. Færdselsudvalget af 1949, der i februar 1952 afgav en særskilt udtalelse om hastighedsreglerne, gik ind for en sådan ordning for biler med tilladt totalvægt under 3500 kg. Det blev gennemført ved en lov af 31. marts 1953, som trådte i kraft den 1. juli 1953 og senere gik næsten uændret over i færdselsloven af 1955. Loven ophævede de almindelige hastighedsgrænser både på landet og i byerne og foreskrev i stedet, at hastigheden til enhver tid skulle være afpasset efter forholdene. Loven rummede dog mulighed for at fastsætte specielle hastighedsbegrænsninger på visse vejstrækninger. Denne mulighed blev udvidet med lovændringer i 1957 og 1959.
I perioden 1961-65 indførtes midlertidige hastighedsgrænser for at fremme sikkerheden efter stor stigning af trafikulykker, især omkring helligdage og i ferieperioder. Hastighedsgrænserne var i perioden 1961-65 på 100 km/t for motorveje og 80 km/t for andre veje, og gjaldt i Påske, Pinse, St. Bededag, sommerferieperioden (nogle år kun sommerweekenderne) og juletiden. Dog blev loven i sidste omgang (i 1964) ændret, således at der ikke kunne fastsættes lavere grænse end 90 km/t, og at bestemmelsen ikke omfattede motorveje. Resultaterne tydede på nedgang i antal ulykker, men tendenserne var ikke ens på de forskellige vejtyper, og derfor droppedes de midlertidige hastighedsgrænser.
Færdselssikkerhedskommissionen afgav i 1970 en betænkning om hastighedsbegrænsning, og den fandt det nødvendigt, at anvende en eller anden form for hastighedsbegrænsning som trafiksikkerhedsforanstaltning. Men et flertal i kommissionen støttede ikke en gennemførelse af generelle hastighedsgrænser. Spørgsmålet blev dog rejst af et mindretal i retsudvalget i forbindelse med behandlingen af et ændringsforslag til færdselsloven. Mindretallets forslag gik ud på generelle hastighedsgrænser på 120 km/t, 100 km/t og 60 km/t for kørsel henholdsvis på motorvej, uden for samt inden for tættere bebygget område. Forslaget blev forkastet ved 2. behandlingen i Folketinget den 2. juni 1971.
I 1973 udstedte handelsministeriet med hjemmel i lov om forsyningsmæssige foranstaltninger en bekendtgørelse, der i november 1973 indførte generelle hastighedsbegrænsninger. De blev fastsat til 60 km/t i tæt bebyggede områder og 80 km/t uden for tæt bebyggede områder, samt 80 km/t på motorveje. Baggrunden var oliekrisen 1973-74.
I marts 1974 vedtog Folketinget en ændring af færdselsloven, der indføre hastighedsbegrænsninger på 60 km/t i tættere bebygget område, 90 km/t uden for tættere bebygget område og 110 km/t på motorvej. Der var foreløbig tale om en prøveordning, da udviklingen i antallet af ulykker ved gennemførelse af disse begrænsninger skulle undersøges nærmere. Det blev samtidig tilkendegivet, at tættere bebygget område ville blive markeret med tavler. Dermed indførtes i 1974 også de hvide byskilte, der markerer byzone og en bestemt hastighed.
Ved forhandlingerne om færdselsloven af 1976 havde Rådet for Trafiksikkerhedsforskning tilendebragt sine undersøgelser som meddelt i 1974. Rådets konklusion var, at de lavere hastighedsgrænser havde haft afgørende betydning for en væsentlig del af nedgangen i antallet af uheld og i antallet af personskader. Hastighedsgrænserne fra 1974 gled derefter ind i den nye færdselslov.
I 1979 blev forsyningssituationen under den anden oliekrise atter årsag til at nedsætte hastighedsgrænserne til 80 km/t udenfor tættere bebygget område og 100 km/t på motorveje. De nedsatte hastighedsgrænser blev inkluderet i færdselsloven i 1981. I 1985 hastighedsgrænsen nedsat til 50 km/t i tættere bebyggede områder begrundet i hensynet til trafiksikkerhed. Ændringer af færdselsloven forhøjede den generelle hastighedsgrænse på motorveje fra 100 km/t til 110 km/t i 1992, og fra 110 km/t til 130 km/t i 2003.

## Teknisk hastighedsbegrænsning
I mange vare- og lastvogne er det lovpligtigt at have en hastighedsbegrænser installeret. I Danmark skal stort set alle biler over 3500 kg tilladt totalvægt være begrænset til maksimalt 90 km/t. I visse motorkraftige personbiler findes en lignende elektronisk hastighedsbegrænser. Det drejer sig især om biler fra Audi, BMW og Mercedes-Benz, som har indvilliget i frivilligt at begrænse deres biler til 250 km/t.